# Biblioteca Central de Seattle
La Biblioteca Central de Seattle (en inglés Seattle Central Library) es la sede principal del Sistema de Biblioteca Pública de Seattle (Washington, Estados Unidos). El edificio actual, de once plantas y 56 metros de altura sobre rasante, fue diseñado en 1999 por el estudio Office for Metropolitan Architecture, liderado por el arquitecto holandés Rem Koolhaas. El edificio fue abierto al público el 23 de mayo de 2004 y cuenta con una superficie total de 34.000 metros cuadrados, que pueden acoger aproximadamente 1.45 millones de libros y otros contenidos. Está equipado con un aparcamiento para 143 vehículos, y unos 400 ordenadores de acceso público.
Dos millones de personas visitaron la Biblioteca Central el primer año de su apertura. Su fachada de vidrio y acero, inspirada en la tecnología Stealth, y su diseño interior en forma de cajas superpuestas, provocaron la atención internacional del sector de la arquitectura hacia el edificio. Las visitas guiadas comenzaron el 5 de junio de 2005.
En 1891 se instaló la primera biblioteca de Seattle, aunque la institución no contaba con sus propias instalaciones permanentes y fue pasando de edificio en edificio hasta llegar a la Biblioteca Carnegie, primera sede permanente de la institución localizada entre Fourth Avenue y Madison Street. Este edificio de estilo Beaux Arts y diseñado por Peter J. Weber fue inaugurado en 1906, y tomaba su nombre del empresario y filántropo Andrew Carnegie que financió la construcción de la nueva biblioteca, de 5100 metros cuadrados de superficie total. Ante el aumento de las necesidades de la biblioteca se construyó una ampliación en 1946, aunque no fue suficiente para el incremento exponencial de la población en la ciudad: desde la inauguración de la biblioteca hasta 1960 la población de Seattle aumentó en más del 200%.
En 1960 se construyó una nueva biblioteca en el solar ocupado anteriormente por la Biblioteca Carnegie. El nuevo edificio, diseñado por los arquitectos Bindon and Wright en estilo internacional, contaba con un servicio de drive-thru para compensar la falta de aparcamiento del edificio, y una superficie total de más de 19.000 metros cuadrados. A finales de 1990 el edificio se había quedado de nuevo pequeño para las necesidades: las dos terceras partes de los volúmenes de la institución se acumulaban en áreas de almacenamiento inaccesibles para los trabajadores y el público en general. La conciencia acerca de los peligros de los terremotos en los edificios públicos llevó a que el edificio de nueva planta que alojaría la biblioteca central de Seattle se diseñara de una forma diametralmente opuesta a los anteriores.

## Hacia una nueva biblioteca

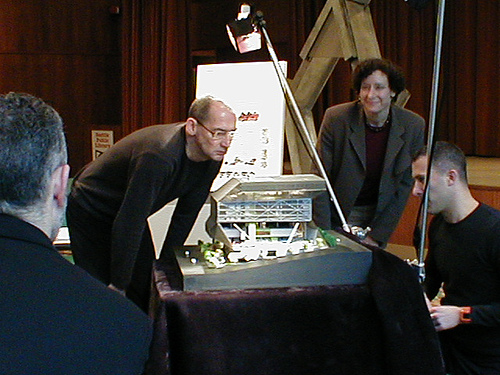
Rem Koolhaas examinando una maqueta del edificio.

La financiación para la construcción del nuevo edificio para la Biblioteca Central, así como otros proyectos del sistema de bibliotecas, se garantizó mediante un fondo municipal de bonos por importe de 196.4 millones de dólares, denominado "Bibliotecas para todos", y aprobado el 3 de noviembre de 1998. El proyecto recibió también una donación por importe de unos 20 millones de dólares de Bill Gates. Del total recaudado se destinarían 169.2 millones de dólares exclusivamente a la construcción de la nueva biblioteca central, incluyendo una partida de 10 millones de dólares para la biblioteca central temporal.
Se convocó un concurso internacional para elegir el proyecto que mejor se adaptase a las solicitudes de la propiedad. A dicho concurso se presentaron un total de veintinueve estudios de arquitectura, y fue ganado por el estudio holandés OMA liderado por Rem Koolhaas, que concurrió al concurso junto al estudio local LMN Architects. El arquitecto holandés no había construido todavía ningún edificio en Estados Unidos cuando resultó ganador del concurso, aunque había llevado a cabo otros proyectos como las sedes norteamericanas de la firma de moda Prada.
Rem Koolhaas, cabeza visible del estudio de arquitectura holandés Office for Metropolitan Architecture (OMA), se encargó del desarrollo del proyecto junto con Joshua Prince-Ramus, también del mismo estudio. Ambos trabajaron como arquitectos principales del proyecto, mientras Deborah Jacobs, bibliotecaria jefe del sistema de Biblioteca Pública de Seattle, se encargó de supervisar el proyecto y actuar como la voz del cliente.

## El proyecto

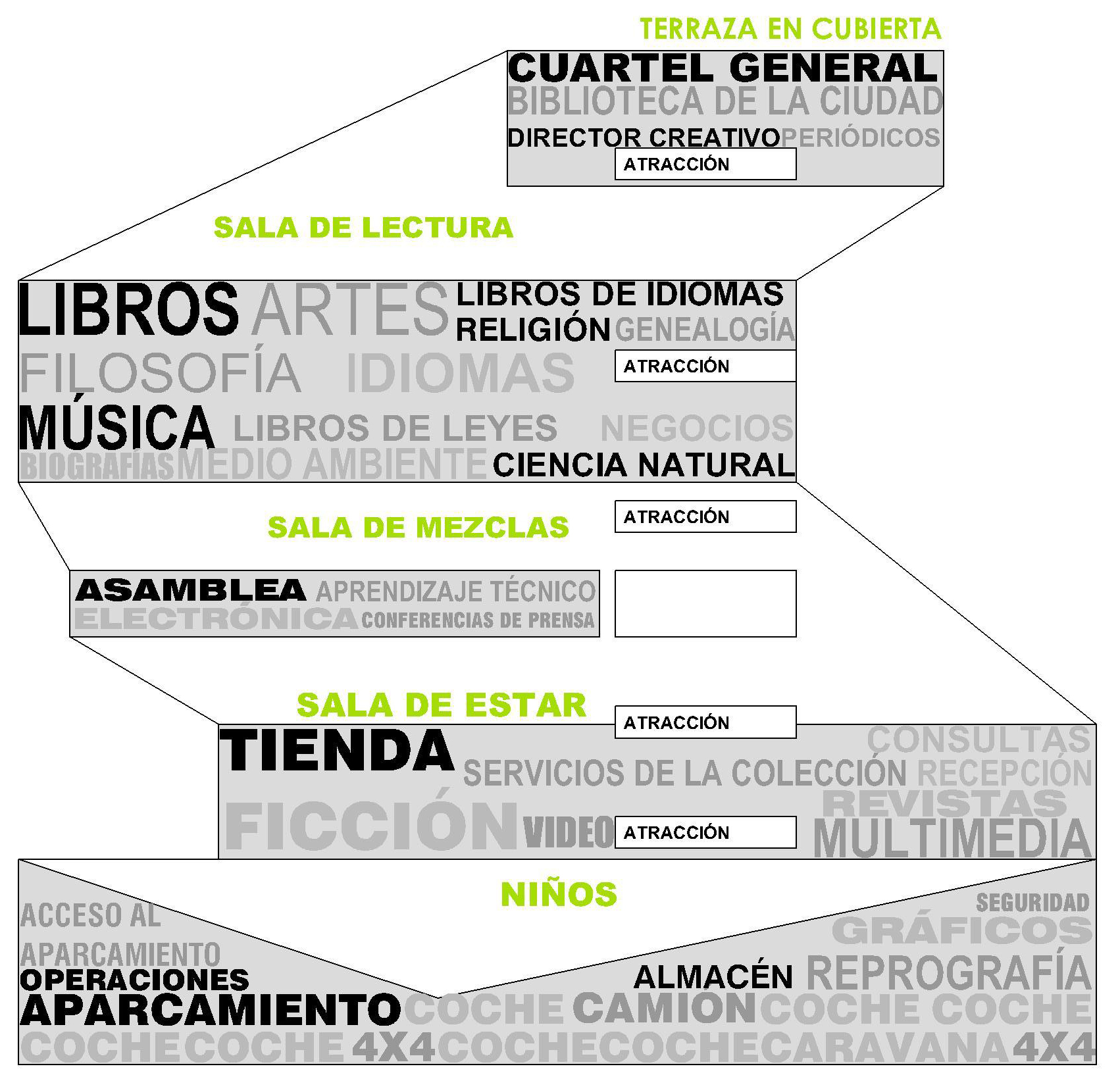
Esquema en sección de la Biblioteca Central de Seattle.

El estudio OMA presentó en diciembre de 1999 una propuesta definitiva de edificio. El estudio pretendía, según la memoria de la propuesta, reformular el concepto tradicional de biblioteca adaptándolo a los nuevos requerimientos de este tipo de instalaciones, y convertirlo en un "almacén de información".
Con la denominación de "almacén de información", el estudio holandés quería destacar la creciente importancia en la bibliotecas modernas de los medios de comunicación audiovisuales diferentes del libro, y el cambio que se estaba produciendo en la interacción del usuario respecto a estos medios gracias a la tecnología. Los puntos principales de desarrollo de la propuesta de OMA se basaban en:
- Dividir la biblioteca entre diferentes secciones dedicadas a tareas específicas. La flexibilidad se produciría dentro de cada sección, y permitiría en el futuro cambiar secciones enteras del edificio para adaptarse a otros usos, de ser necesario.
- Aprovechar las nuevas tecnologías para comprimir al máximo el espacio de almacenamiento necesario. Aprovechar las cualidades de los nuevos medios informáticos, que permiten crear nuevas formas de acceder a la información más allá de los libros tradicionales. Permitir la dualidad de uso entre los nuevos y los tradicionales medios de comunicación.
- Crear nuevos espacios que aprovechasen la situación privilegiada de la biblioteca y las nuevas tecnologías para atraer al público.
- La biblioteca moderna no es solo un lugar para leer, sino un centro social, un organismo donde se llevan a cabo diferentes actividades. El nuevo edificio debía ser sensible al incipiente rol social de las bibliotecas, generando un espacio abierto al público y evitando el carácter de "fortaleza" que ha tenido tradicionalmente este tipo de construcción.

La memoria completa del proyecto puede consultarse en Construyendo una nueva Biblioteca Central (en inglés).

## El edificio

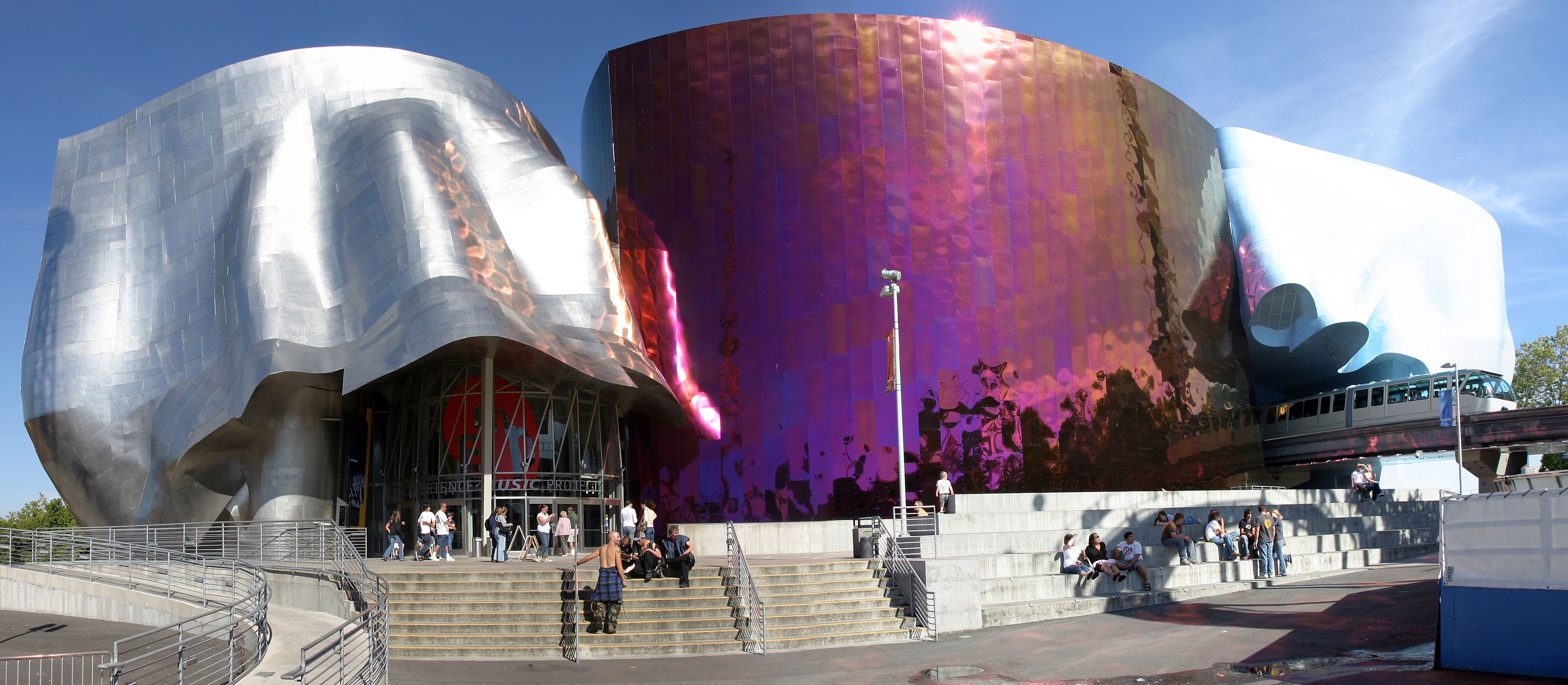
El Experience Music Project de Frank Gehry, citado por OMA como uno de los iconos de la modernidad en Seattle junto a la Biblioteca Central.

Para llevar a la práctica estos puntos, el estudio holandés creó cinco plataformas, cinco clústers con programa y equipamiento específico para las actividades a desarrollar en cada uno de ellas. Estas plataformas se materializarían en volúmenes colocados uno encima del otro, dejando espacios intersticiales entre ellos que estarían dedicados a la lectura, el trabajo y el reposo. Los volúmenes apilados estarían desplazados de forma aleatoria respecto a la vertical.
Hacia el exterior se buscó la relación de la biblioteca con distintos hitos de la geografía de Seattle: hacia el Mount Rainier, Elliott Bay y la Interestatal 5. Se buscó una estética particular, con una fachada de vidrio y acero a base de superficies facetadas que contrastasen con los edificios adyacentes a la biblioteca, y generando un nuevo icono urbano. OMA citó en la memoria del proyecto de diciembre de 1999 la fachada de pliegues del Music Experience Project de Frank Gehry, situado también en Seattle, como icono del desarrollo de la moderna Seattle, junto a la nueva Biblioteca Central.
También se le dio una especial importancia al acceso virtual a la biblioteca a partir de internet. Según la memoria de diciembre de 1999, los espacios virtuales y reales de la biblioteca fueron concebidos en paralelo, como parte de la misma arquitectura. Las plataformas en las que se diseñó el edificio se repitieron en la organización del sitio web de la biblioteca, y las estrategias de comunicación que proveían acceso al espacio de la biblioteca tuvieron su reflejo en la plataforma virtual de la institución en internet.

### Organización interior

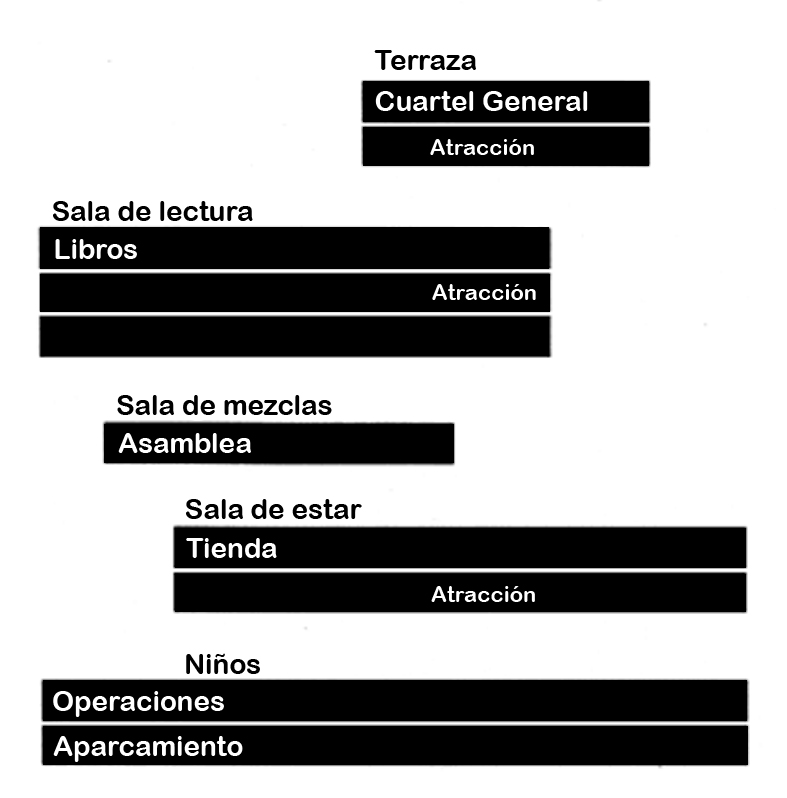
Esquema en sección simplificado de la disposición de las plataformas y usos.

La organización interior del edificio se basa en la agrupación del programa en cinco plataformas. Entre ellas se sitúan los espacios de consulta, zonas de lectura y ocio; y sobre la última de ellas, en la cubierta del edificio, se sitúa una terraza con vistas sobre la ciudad. Las plantas y secciones definitivas del edificio pueden ser consultadas en Floor Plans for the Central Library (en inglés). El tamaño de la Biblioteca y su configuración interior pueden hacer que los visitantes se pierdan; por ello en la entrada desde la Cuarta Avenida puede recogerse un mapa en el que se detalla el itinerario de recorrido interior.
Debido al desnivel existente entre las diferentes calles que rodean el edificio, existen diferentes entradas a distintos niveles para cada zona del edificio. La distribución interior del edificio puede describirse a partir de las plataformas que lo conforman, de la siguiente forma:
- La plataforma sobre la que se asienta el edificio está compuesta por la zona llamada de operaciones y el aparcamiento de 143 plazas que hay en el segundo sótano, accesible desde Spring Street. La zona de operaciones está situada en el primer sótano y está formada por los espacios de servicio para el funcionamiento de la biblioteca: almacenes, fotocopiadoras y seguridad. Sobre esta plataforma se sitúa el Centro Faye G. Allen para niños: un espacio de 1.400 metros cuadrados que cuenta con una colección de 80.000 libros, DVD y CD y 22 ordenadores; así como el Auditorio Microsoft, una pequeña sala de 275 asientos que puede expandirse con otros 150 y a la que se tiene acceso desde la planta baja. Esta planta es accesible desde la Cuarta Avenida, mientras que tres ascensores y un montacargas comunican todas las plantas del edificio y constituyen la espina dorsal del edificio.

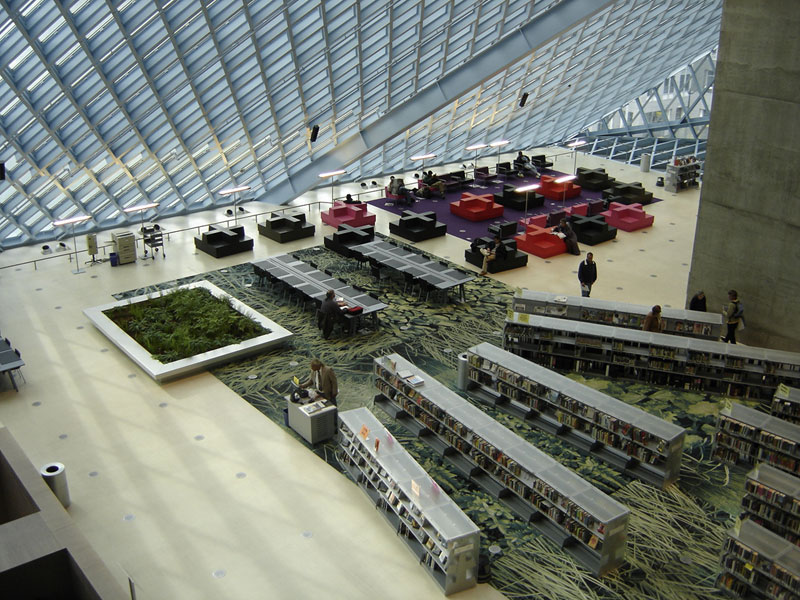
Vista aérea de la sala de estar.

- La segunda plataforma está compuesta por un primer nivel de servicio, en el que se encuentran diversos espacios para el personal y la plataforma de carga para camiones. Sobre este nivel se sitúa la zona denominada sala de estar, que es uno de los espacios principales del edificio con una altura libre de 15 metros y es accesible desde la Quinta Avenida. Dentro de ella existen zonas de reposo y de encuentro, puntos para la consulta, retirada y préstamo de libros, cafetería, tienda y la Colección de ficción Maria Lee Koh y Familia. También existe acceso directo al Auditorio Microsoft y un patio que sirve de espacio intermedio entre el interior del edificio y la Quinta Avenida.

- La tercera plataforma está compuesta por todo aquello relacionado con la tecnología: en un primer nivel denominado asamblea se encuentran los laboratorios de ordenadores y dos Centros de aprendizaje de tecnología Boeing, además de cuatro salas de reunión. Sobre ellas se encuentra la zona denominada sala de mezclas, un espacio de 1.800 metros cuadrados con un total de 145 ordenadores que está compuesto por zonas de encuentro, puestos de ordenadores públicos para información y búsqueda, y otros puestos con ordenadores para el aprendizaje de la informática. También se encuentra en la sala de mezclas el punto principal de información y búsqueda de libros por referencia.

- La cuarta plataforma está compuesta por uno de los espacios principales y más innovadores del edificio, denominado la espiral de libros. Está formado por una rampa que va ascendiendo en espiral con una suave pendiente del 2% a lo largo de los cuatro pisos que ocupa. Esta rampa organiza el espacio a su alrededor, y permite acceder a las hileras de estanterías de libros, organizadas según el Sistema Dewey de clasificación. Cada planta de la espiral de libros corresponde a una materia diferente, de forma que los libros de cada materia están reunidos y organizados en un espacio único, evitando la dispersión común en otras bibliotecas. Existe además una escalera mecánica que comunica las diferentes plantas de la espiral, evitando la necesidad de hacer el recorrido completo para acceder a libros ya situados. Sobre este espacio se sitúa la sala de lectura principal, de doble altura.

- La quinta plataforma se corresponde con los espacios de administración y dirección del Sistema de Biblioteca Pública de Seattle. Está compuesto por dos plantas de oficinas y espacios para almacenar algunas de las publicaciones gubernamentales. Sobre esta plantaforma, que mira hacia el Mount Rainier, se encuentra la cubierta del edificio, que en proyecto estaba pensada para ser utilizada como una terraza al exterior.

### Estructura

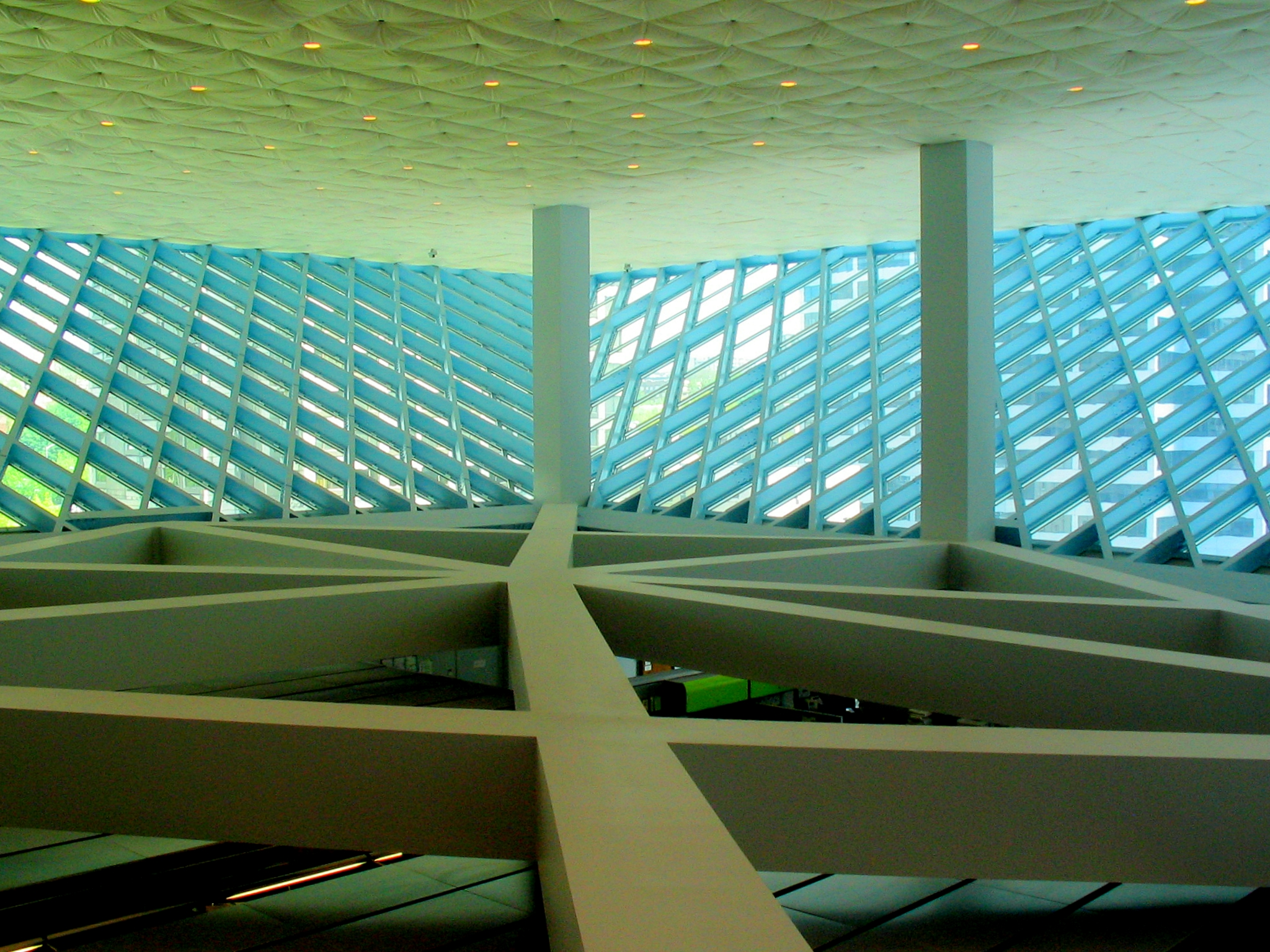
Detalle de la estructura portante.

La Biblioteca Central fue diseñada mediante una serie de soluciones estructurales innovadoras, que enfatizaron el efecto de plataformas flotantes con el que fue diseñado el edificio y permitieron soportar el riesgo de sismos de la región de Seattle. La consultora de ingeniería Magnusson Klemencic Associates diseñó la estructura, apoyada por la prestigiosa firma Arup and partners en las fases preliminares del proyecto. Para ello, se optó por una estructura compleja compuesta por pilares de acero, forjados mixtos y cerchas de gran canto para sujetar los voladizos y permitir grandes luces que disminuyesen el número de pilares necesarios para soportar la estructura en el interior. El núcleo de ascensores se utilizó como pantalla estructural que sujetase la estructura de acero frente al riesgos de sismos.
El diseño estructural de la Biblioteca Central de Seattle fue premiado por el Consejo Americano de Compañías de Ingeniería (ACEC en sus siglas en inglés), que otorgó en 2005 su "Premio de platino" a las soluciones estructurales empleadas en la Biblioteca.

### Fachada

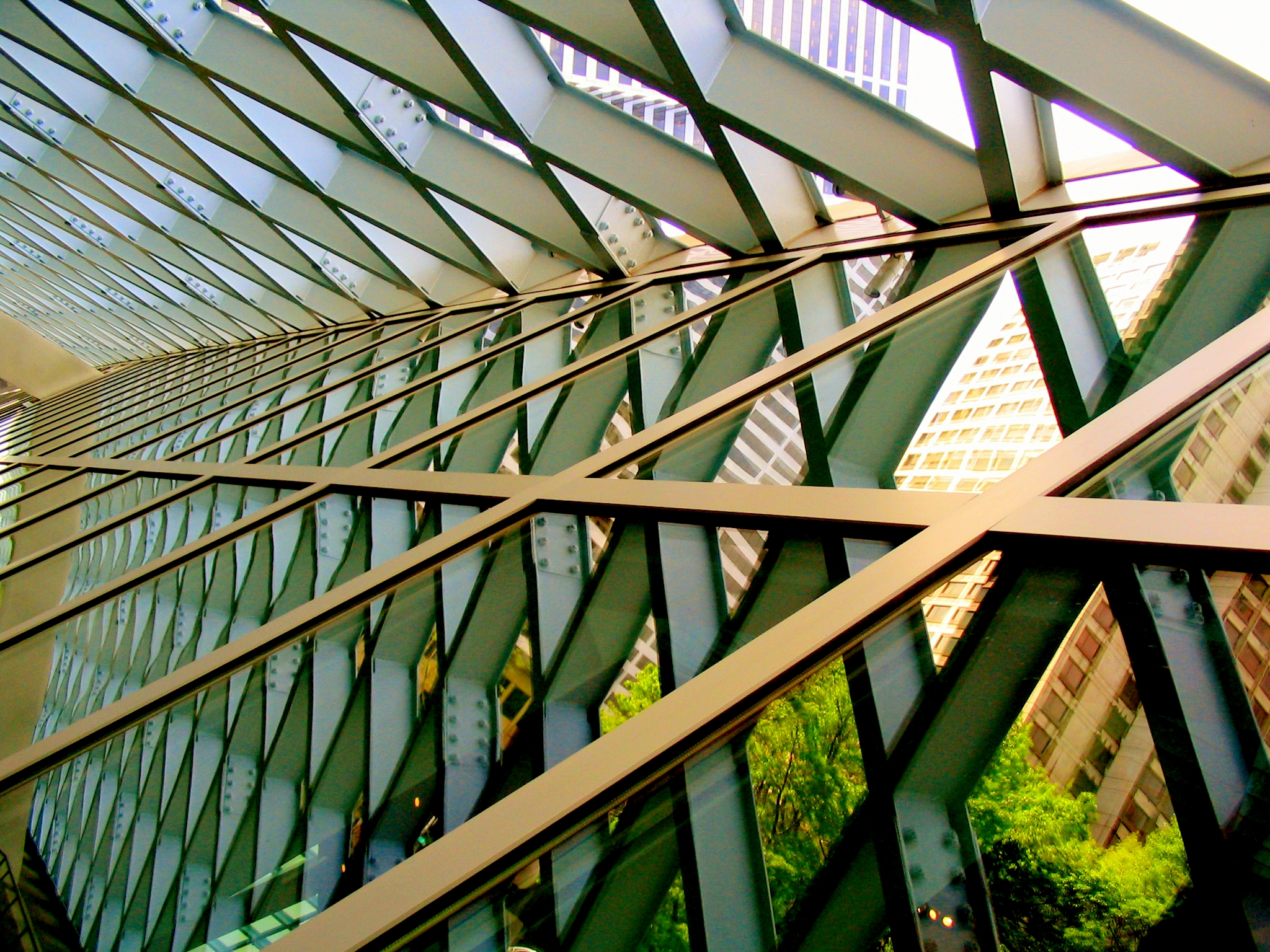
Detalle de la estructura de fachada.

Uno de los aspectos fundamentales del diseño del edificio fue que estuviera lo más abierto al público posible. En fachada, esta característica conceptual requería que el interior del edificio y su distribución pudiesen ser vistos desde el exterior tanto de día como de noche, y que los espacios interiores recibiesen la mayor cantidad de luz natural posible. Por ello, se optó por una fachada de muro cortina continuo que unificaría las diferentes superficies facetadas que la componían.
La fachada está compuesta por un acristalamiento triple compuesto por piezas de cristal de 1,2 metros de longitud por 2,1 metros de altura y cortadas en forma de diamante. Se estudiaron varias soluciones para evitar la entrada excesiva de luz natural y de calor a causa de la radiación solar en aquellas partes de la fachada orientadas hacia el sur, y finalmente se optó por introducir una malla de aluminio expandido en el interior del acristalamiento en aquellas zonas en las que fuese necesario. Aproximadamente la mitad de la superficie total de fachada cuenta con esta solución.
El resto del acristalamiento cuenta con una arquitectura basada en capas con uniones fuertes que permiten a la fachada soportar los esfuerzos debidos al viento, la lluvia y la entrada de aire al interior. Este tipo de solución de acristalamiento y el empleo de mallas para solucionar los problemas de soleamiento son comunes en edificios comerciales y de oficinas de Europa, aunque la Biblioteca Central de Seattle fue el primer edificio de Estados Unidos en emplear este tipo de solución en su fachada.

### Acabados

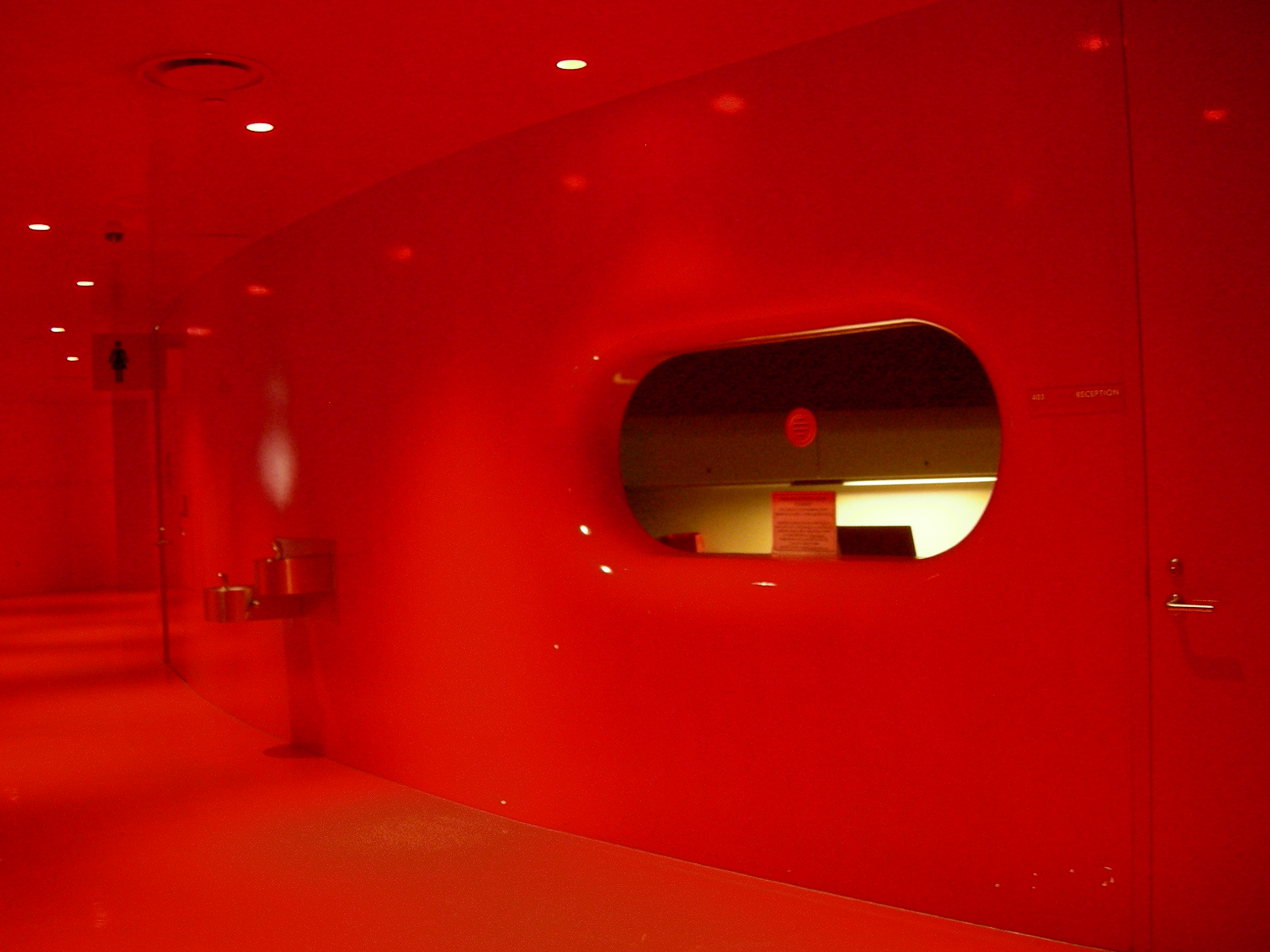
Acabado en rojo brillante en los espacios de comunicación del nivel 4.

La Biblioteca Central cuenta con una serie de acabados diferentes según la planta y el uso a la que se destine esta, con el fin de enfatizar el diseño basado en plataformas suspendidas.
Nivel 1

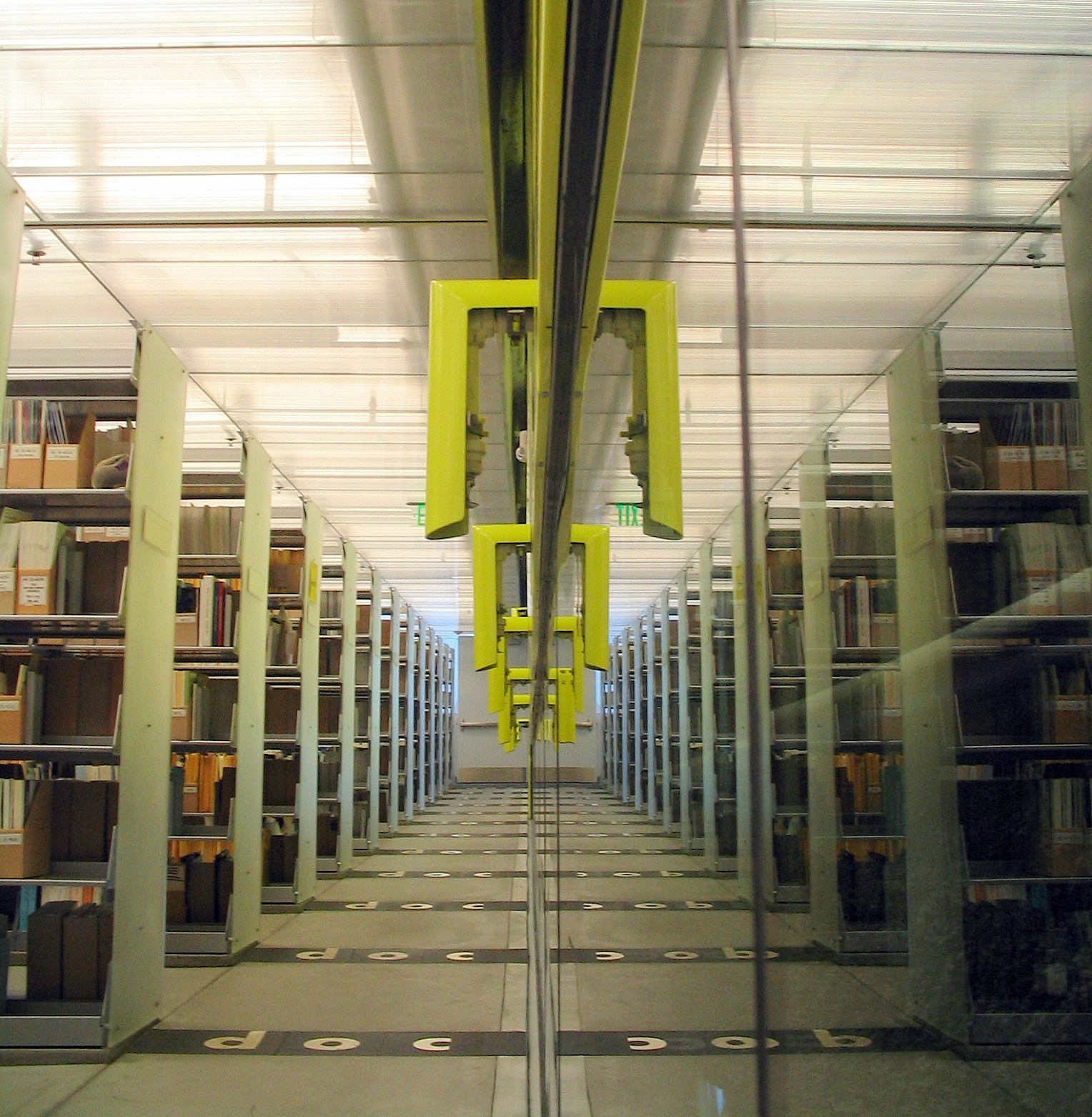
La espiral de libros (niveles 6 al 9) cuenta con un suelo de hormigón pulido intercalado con moquetas numeradas según el Sistema Dewey de clasificación, y el falso techo que cubre el espacio es de policarbonato transparente.

La entrada a través de la Cuarta Avenida da lugar a un espacio con pavimento basado en poliuretano marrón. El núcleo de ascensores está revestido por paneles de aluminio; los pilares y los techos están acabados en hormigón visto pulido. Las luminarias de cuarzo están suspendidas del techo a lo largo de toda la planta, creando un plano de luz a través de todo el espacio de la planta.
El Centro Faye G. Allen para niños, que se encuentra localizado al norte de la entrada de la Cuarta Avenida, cuenta con un pavimento de bambú natural; dos áreas se encuentran pavimentadas con caucho pintado de rosa y de amarillo, y el color se prolonga hacia los muros. Estas áreas coloreadas son espacios para la lectura, el rosa para niños pequeños y el amarillo para niños de cinco años en adelante.
La Sala de historia Anne Marie Gault, un espacio triangular revestido de verde, cuenta con unas particiones verticales de madera perforada. En el techo, las luminarias se disponen de forma aleatoria simulando el patrón de las estrellas, y un gran lucernario y las puertas situadas en los extremos de la sala introducen la luz natural en el interior.
El Centro de aprendizaje Evelyn W. Foster es la sede de la colección de libros de inglés como segunda lengua e idiomas del mundo. El pavimento de la sala es un parqué de madera de arce creado por la artista Ann Hamilton, que incluye 566 líneas de texto escritas en once lenguas y alfabetos del mundo, escritas al revés y que fueron extraídas de las cinco primeras frases de varios libros de la colección.
Nivel 3
Nivel 4
Este nivel, que es denominado asamblea, cuenta con seis espacios de reunión de diferentes formas. Los techos, paredes y suelos de los pasillos y espacios comunes del nivel entero están revestido de diferentes tonos de rojos. Sin embargo, el interior de las salas de reunión y laboratorios está tratado con materiales y colores neutrales que favorecen la concentración y el aprendizaje. Desde este nivel se puede ver la sala de estar del nivel inferior a través de un muro cortina que comunica visualmente ambos niveles.
Nivel 5
La Sala de mezclas cuenta con un suelo continuo de aluminio. Las columnas, pintadas de negro, y el techo están protegidos frente al fuego y cubiertos con un sellador transparente que contiene esquirlas de mica.
Niveles 6 al 9
Los libros son la parte fundamental de toda biblioteca. Por ello, la Espiral de libros se diseñó con acabados sencillos que dejasen todo el protagonismo a los libros alojados en sus estanterías. El suelo está acabado en hormigón visto, y en él se intercalan moquetas numeradas según el Sistema Dewey de clasificación que corresponden a las estanterías adyacentes. Los techos están cubiertos por paneles de policarbonato transparente y luminarias fluorescentes.
Nivel 10

### Vegetación interior y exterior

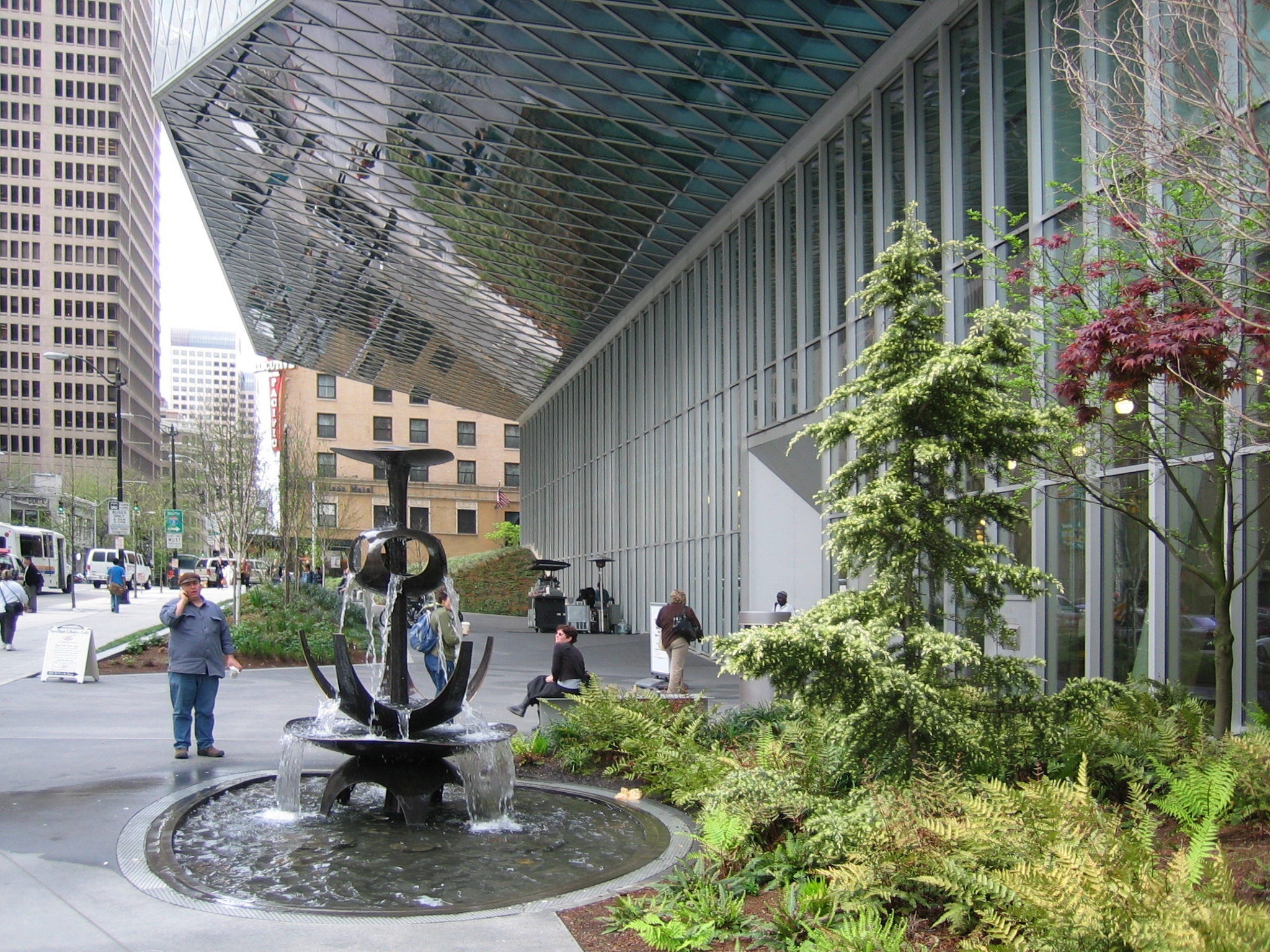
Vegetación exterior en la entrada a la Biblioteca Central, en la Cuarta Avenida, junto a la fuente de George Tsutakawa.

La vegetación exterior de la Biblioteca Central de Seattle fue diseñada para ser respetuosa con el medio ambiente y requerir el mínimo mantenimiento posible. Aproximadamente una cuarta parte de las plantas empleadas en el exterior del edificio es tolerante a la sequía. Se instaló un sistema de irrigación por goteo hídricamente eficiente que siempre que fuese posible utilizaría el agua proveniente de un tanque colector de 150 metros cúbicos de agua de lluvia recogida del propio edificio.
Se plantaron árboles de dieciocho especies diferentes en los alrededores de la Biblioteca, incluyendo la magnolia, el liquidambar, el abedul, el roble, el arce y distintos tipos de tulíperos; dos árboles fueron rescatados del jardín del antiguo edificio y fueron replantados cerca de la nueva fuente construida en la Cuarta Avenida.
En los parterres se plantaron diferentes tipos de césped (acorus calamus, sesleria, molinia caerulea, hakonechloa, deschampsia, elymus, festuca, carex y uncinia), helechos (adiantum, blechnum spicant, dryopteris erythrosora y polystichum munitum) y flores perennes (liatris, hosta, iris sibirica y tradescantia).
En cuanto a la vegetación interior, en la sala de estar del nivel tres se plantaron microsorum, asplenium y philodendron.

### Sostenibilidad
En el diseño de la Biblioteca Central de Seattle se tuvieron en cuenta ciertos aspectos para disminuir el gasto energético y el impacto medioambiental del edificio. Estos aspectos fueron:
Solar sostenible
Durante la construcción se llevó a cabo un control de la erosión y la sedimentación en el solar de la biblioteca. Además, la parcela se encuentra ubicado cerca de una parada de autobuses y se creó un aparcamiento para bicicletas, para favorecer el uso de medios de transporte públicos o no contaminantes. La vegetación que se colocó en el exterior del edificio se diseñó para tratar de disminuir el efecto de isla de calor y minimizar el consumo de agua. El agua de lluvia recogida en el edificio se aprovecharía para irrigar la vegetación. El uso de agua en el interior del edificio se redujo por el uso de equipamiento mecánico eficiente, y las luminarias exteriores se diseñaron y automatizaron para reducir la contaminación lumínica.
Energía y atmósfera
El edificio se diseñó para superar el código de ahorro de energía de Seattle en un 10%. Aproximadamente la mitad del vidrio utilizado en el muro cortina de la fachada consistía en un acristalamiento triple con malla de aluminio expandido para reducir el calentamiento debido a la radiación solar en el interior del edificio. El movimiento del aire en el interior se automatizó para maximizar la eficiencia energética. No se utilizaron refrigerantes basados en clorofluocarburos en el sistema de aire acondicionado. Tampoco se usaron gases haloalcanos en el sistema de protección contra incendios, en los sistemas de control, de climatización, de uso de agua o en los sistemas de mejora del rendimiento energético.
Materiales y recursos
Se diseñó un espacio en el edificio para almacenar y seleccionar los materiales reciclables. Más del 75% de los deshechos producidos tras la demolición y la posterior construcción fueron reciclados, y una parte importante del material reciclado fue utilizado en la construcción. Al menos el 20% de los productos utilizados en la construcción del nuevo edificio se fabricaron en un área de 500 millas alrededor de Seattle, ayudando de esta manera a la economía local y disminuyendo el impacto del transporte de largas distancias.
Calidad medioambiental interior
La Biblioteca Central superó los estándares marcados por la ley 62-1999 de la Sociedad Norteamericana de Ingenieros para la calefacción, refrigeración y el aire acondicionado, respecto a la calidad aceptable del aire en interiores. En el edificio no se permite fumar, y el dióxido de carbono es controlado para que no exceda de 530 partes por millón respecto al aire exterior. Durante la construcción se llevó a cabo un plan para controlar la calidad del aire en el interior de la obra, protegiendo los materiales porosos de la humedad, reemplazando los filtros del edificio inmediatamente antes de la ocupación del edificio, y llevando a cabo un proceso de dos semanas con los nuevos filtros para limpiar el sistema de climatización del aire exterior. Las alfombras se eligieron con un bajo índice de emisión de sustancias contaminantes; se diseñó un sistema automatizado para regular el confort térmico en el interior; y se maximizó la entrada de la luz natural: el 90% de los espacios con ocupación regular cuentan con iluminación natural.
Proceso de diseño e innovación
El proyecto contó con la asesoría de un ingeniero acústico para recomendar elementos de diseño que mejoraren el confort de los ocupantes, y utilizó un alto nivel de materiales reciclados, según la memoria del proyecto de OMA. LEEDTM es el sistema del US Green Building Council para medir el grado de sostenibilidad de un proyecto de edificación en los Estados Unidos. Uno de los autores del proyecto de la Biblioteca Central de Seattle era un profesional acreditado por el LEEDTM, lo que favoreció la adaptación del edificio a los estándares del sistema. También se trabajó en incluir en el sitio de internet de la institución un apartado dedicado a las características del edificio relacionadas con la sostenibilidad, y en ofrecer visitas del edificio centradas en los aspectos sostenibles del proyecto y en el LEEDTM. La Biblioteca Central de Seattle obtuvo finalmente la certificación de plata del LEEDTM.

## Galería de imágenes

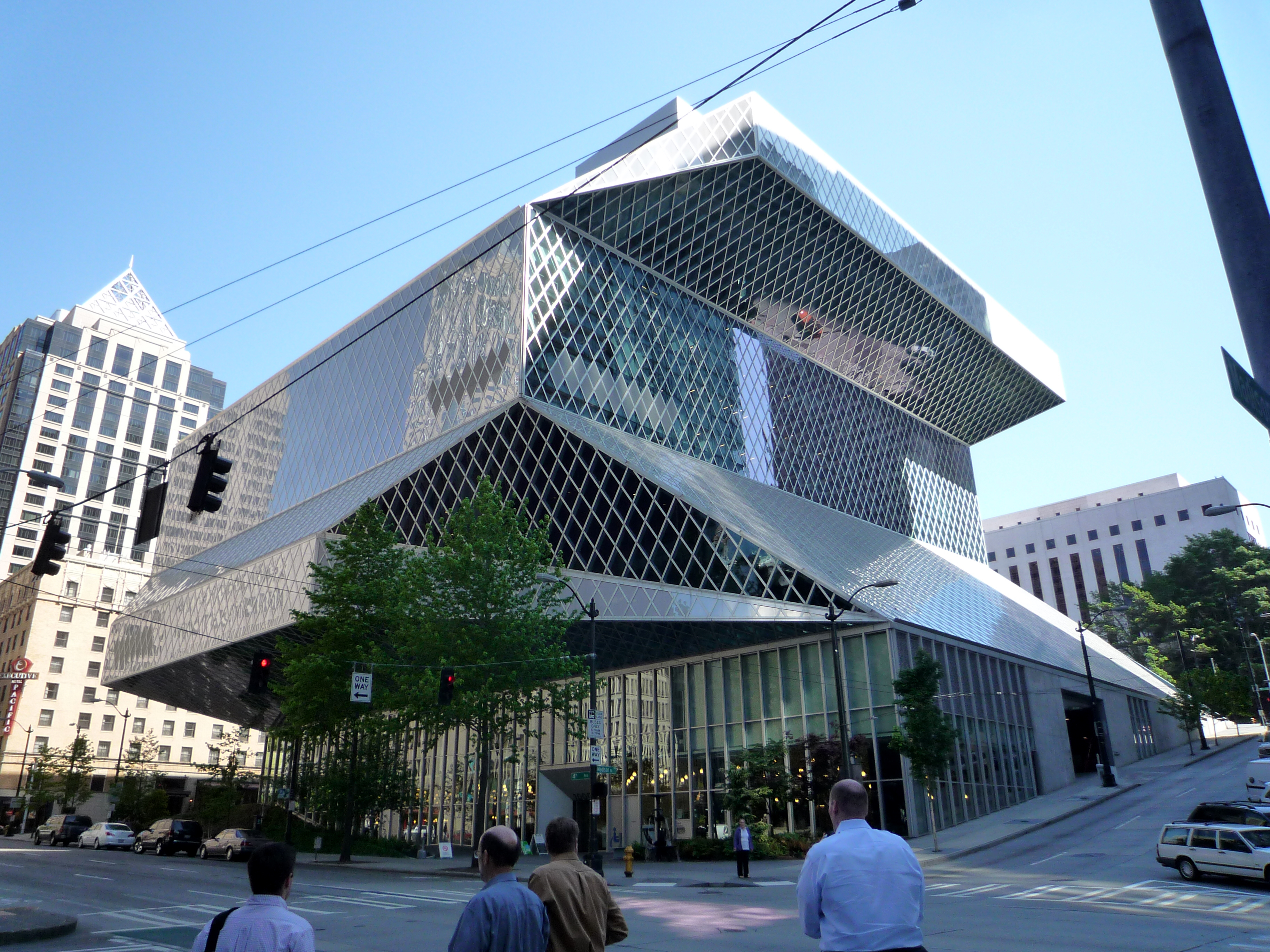
Vista exterior general de la Biblioteca Central de Seattle.
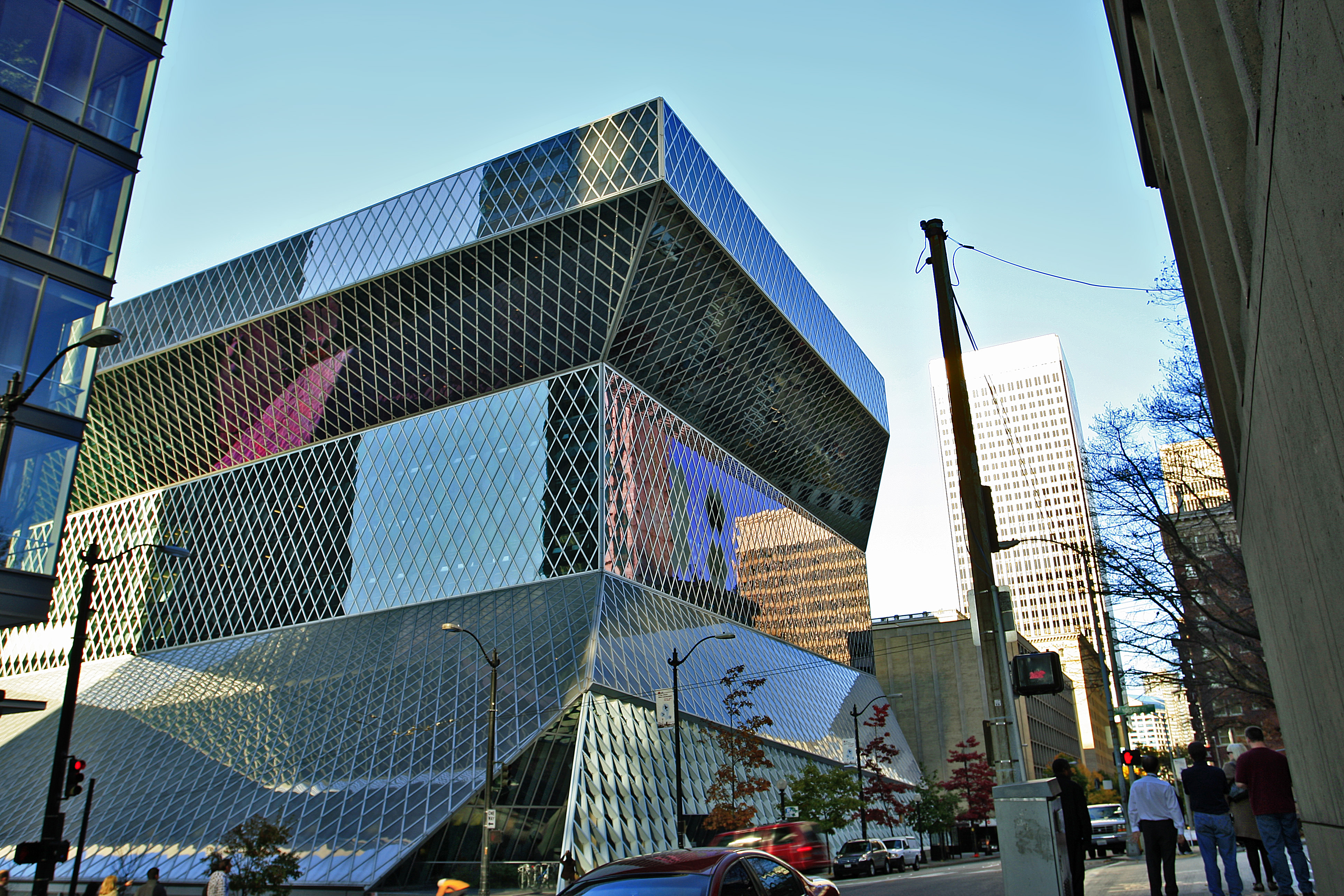
Vista general del edificio.
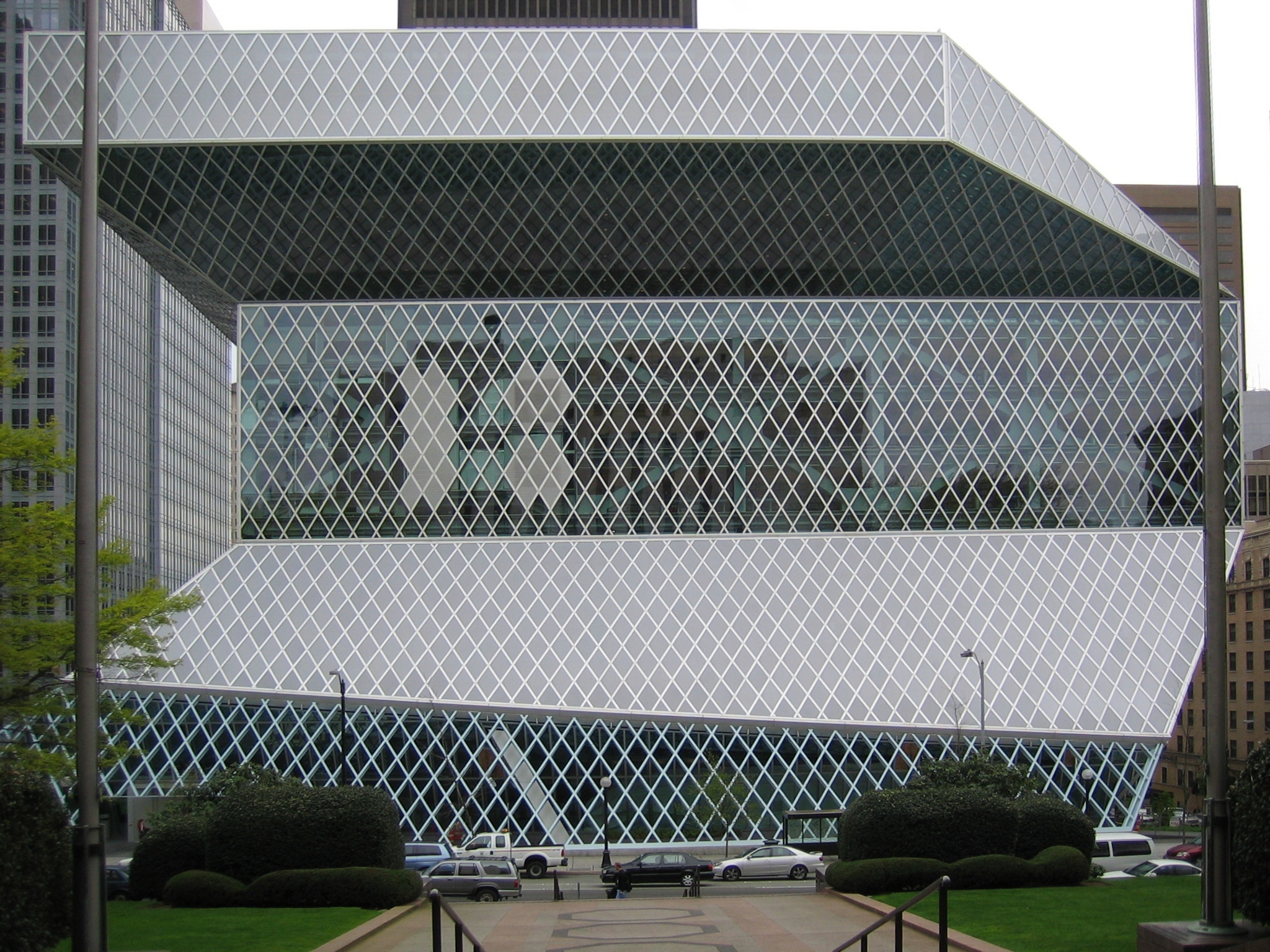
Vista frontal de la fachada.
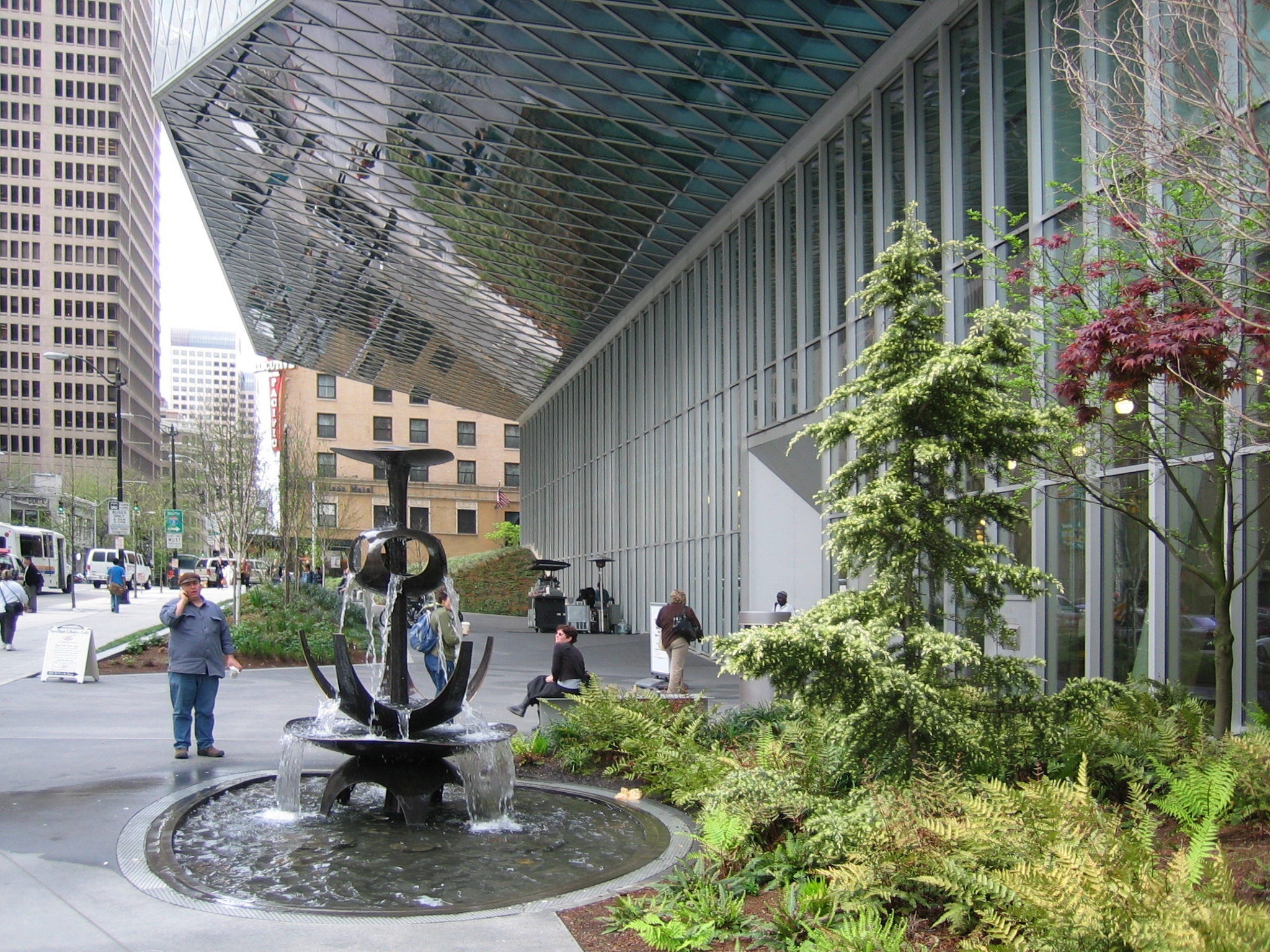
Entrada del edificio desde la Cuarta Avenida.
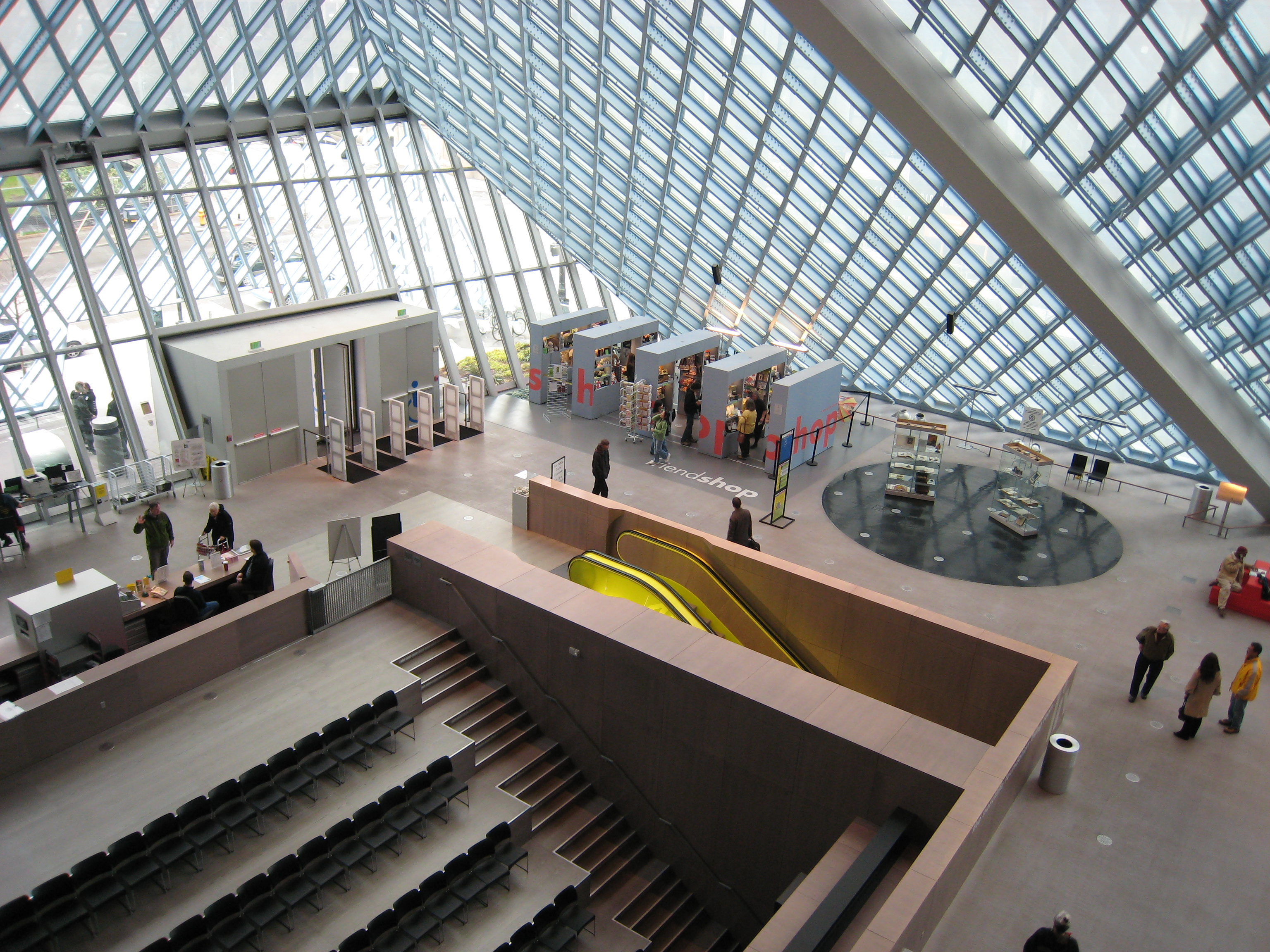
Hall de entrada.
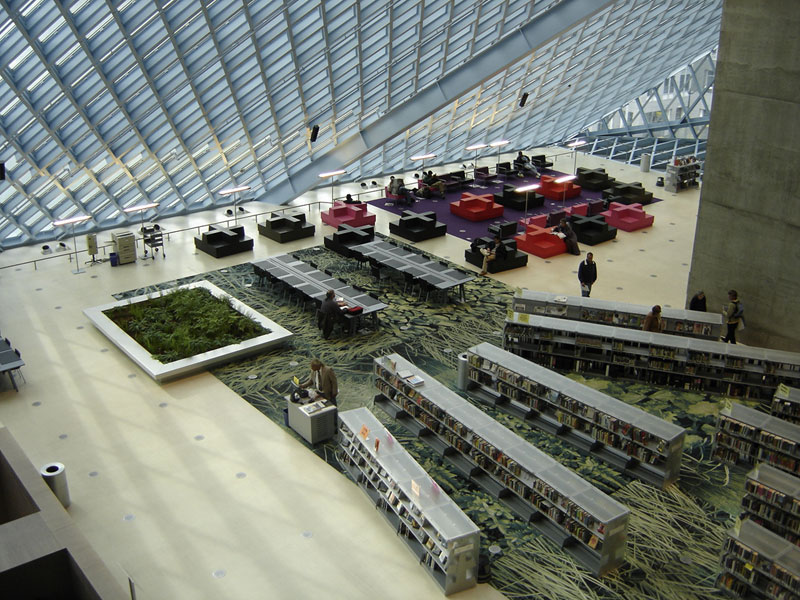
Vista superior de la sala de estar.
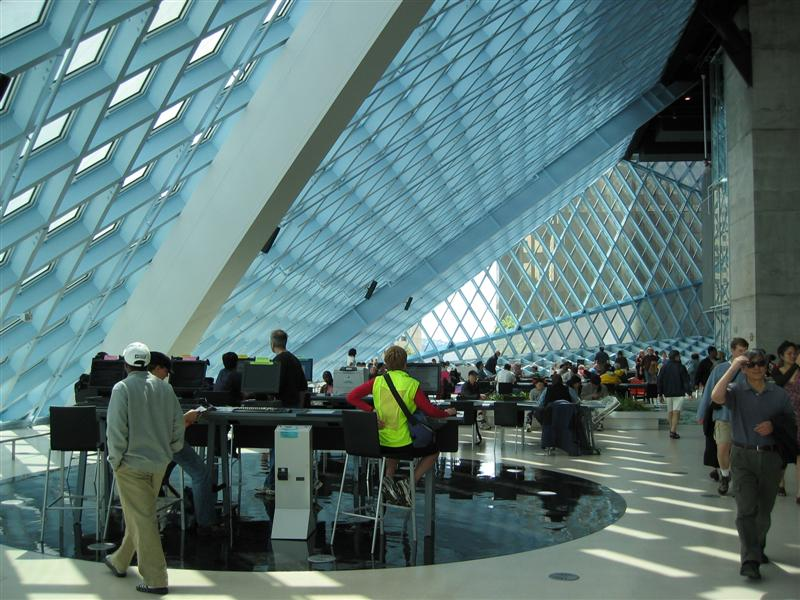
Otra vista de la sala de estar.
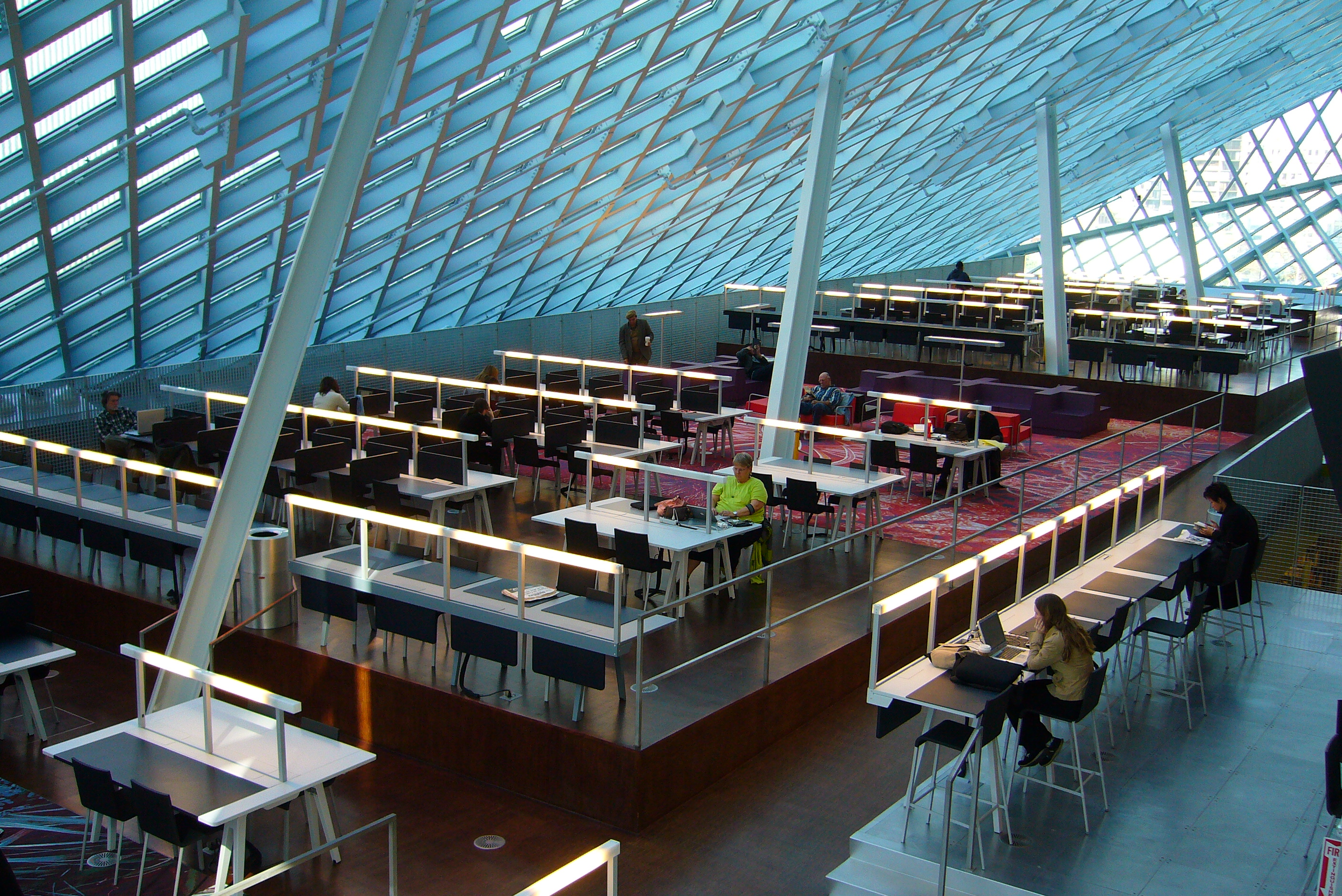
Espacio principal de lectura.
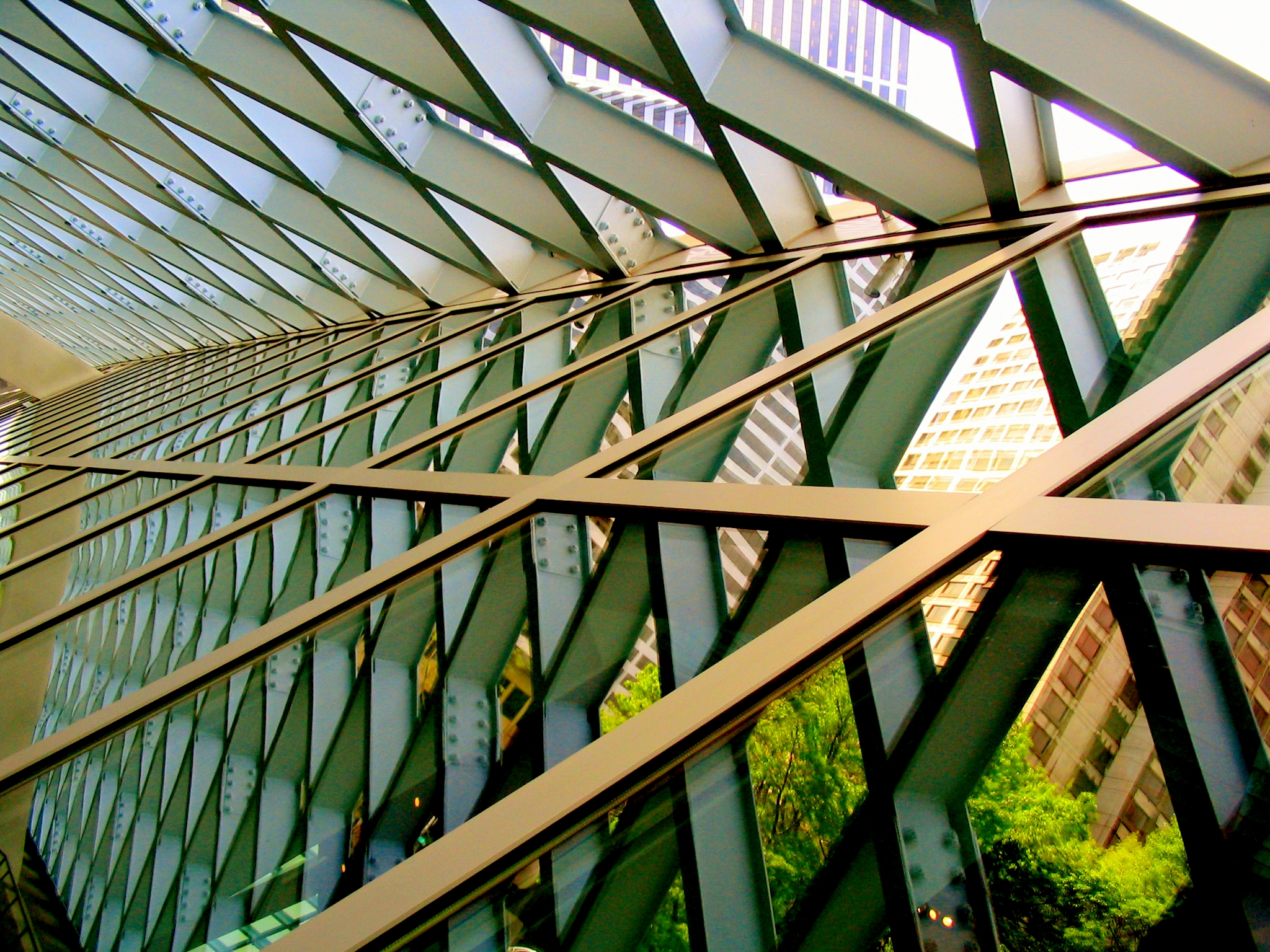
Detalle de la estructura de fachada.
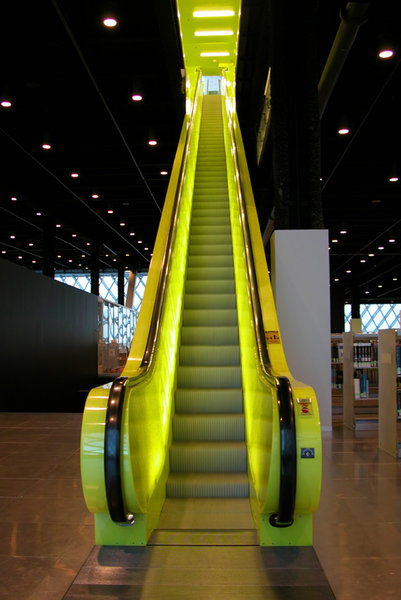
Escalera mecánica en el interior de la biblioteca.
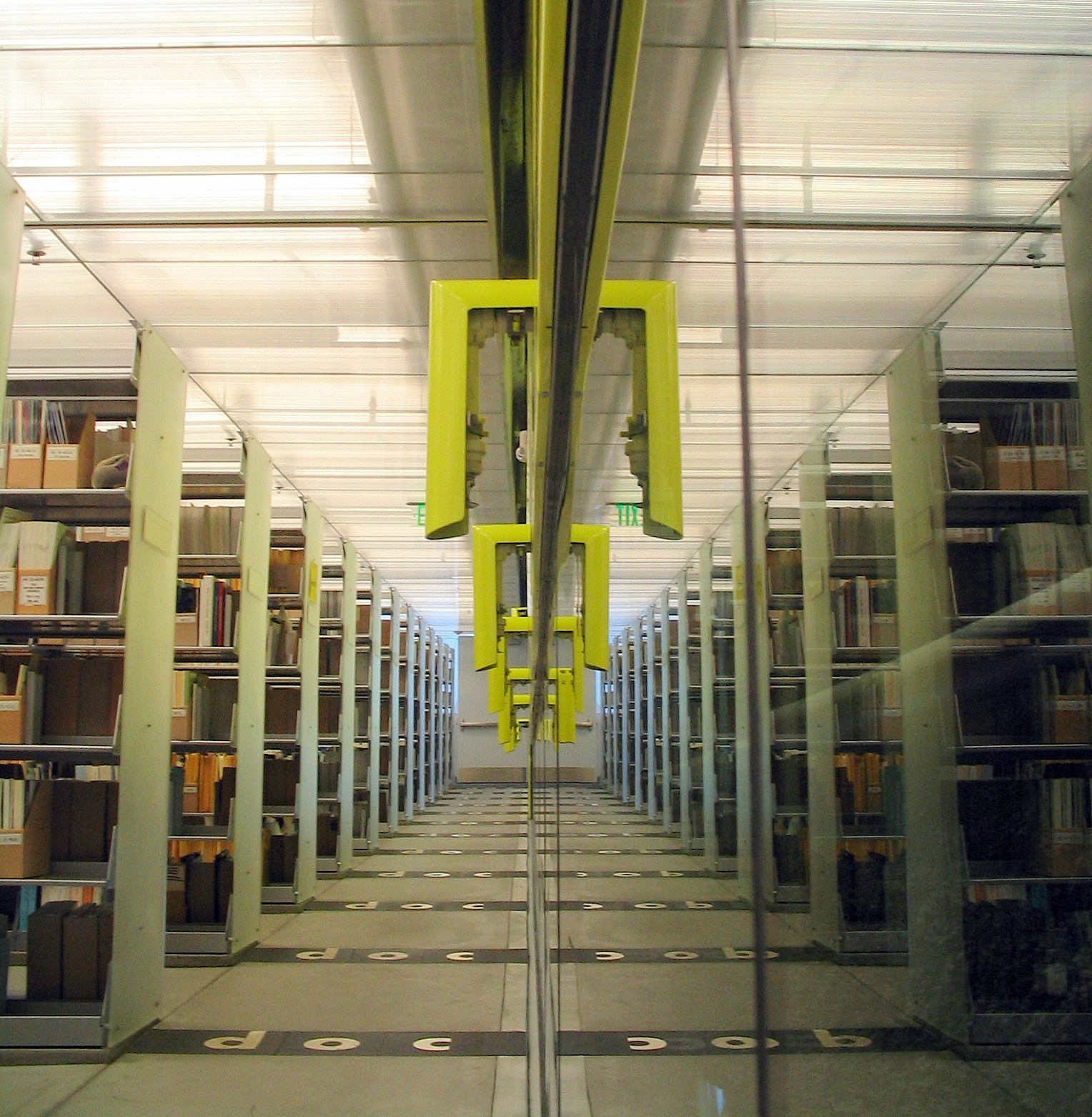
Archivo de libros.
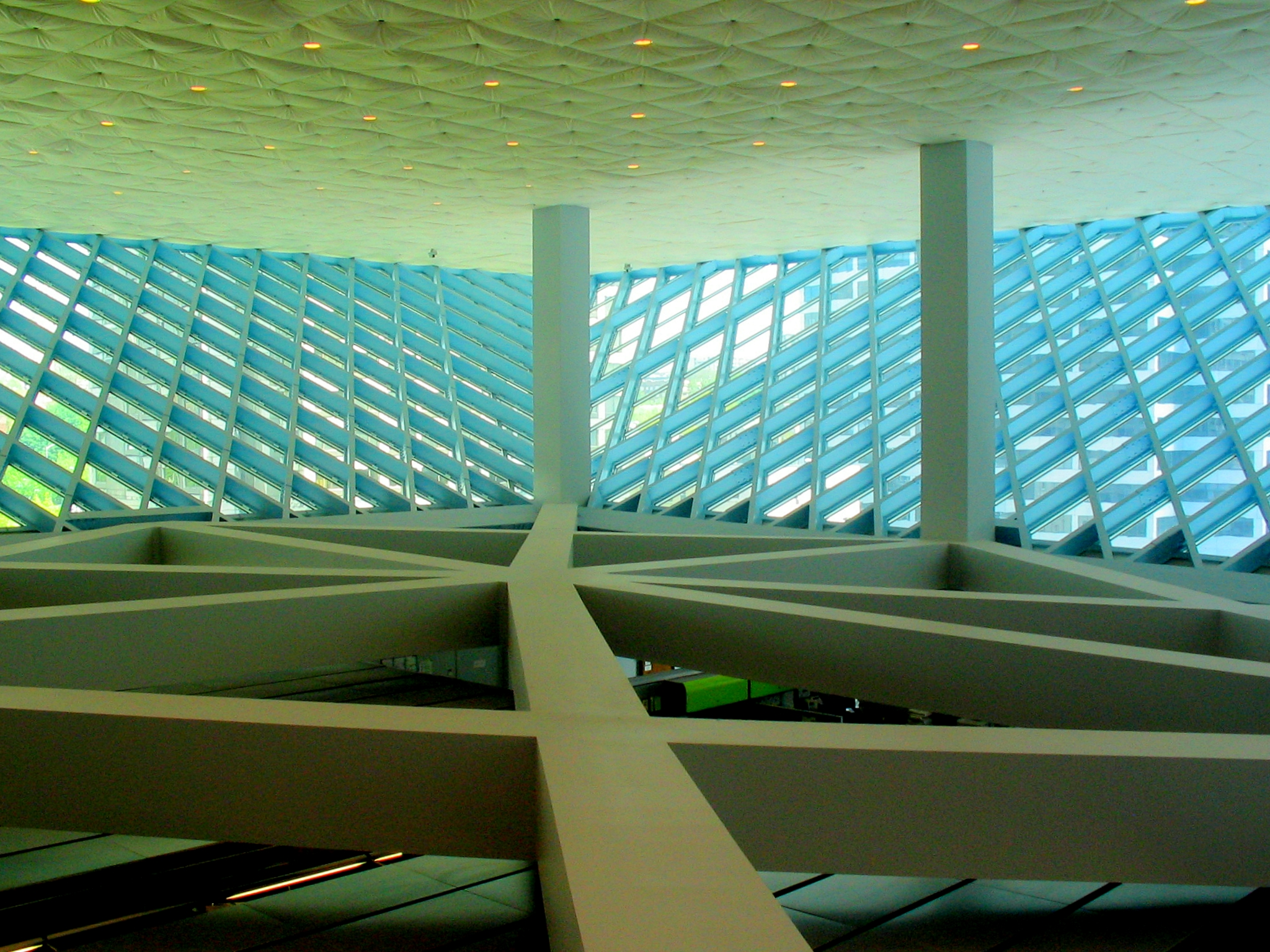
Detalle de la estructura portante.